# Liste der Bodendenkmale in Bad Lausick
In der Liste der Bodendenkmale in Bad Lausick sind die Bodendenkmale der Stadt Bad Lausick und ihrer Ortsteile nach dem Stand der Auflistung von Klaus Kroitzsch und Harald Quietzsch aus dem Jahr 1984 aufgelistet. Eventuelle Änderungen und Ergänzungen, insbesondere aus der Zeit nach der Wende, sind nicht berücksichtigt, da für Sachsen aktuell keine neueren allgemein zugänglichen Bodendenkmallisten vorliegen. Die Baudenkmale sind in der Liste der Kulturdenkmale in Bad Lausick aufgeführt.
| Denkmal-ID | Fundart            | Ortsteil  | Bezeichnung | Zeitstellung    | Lage                                                                         | Bemerkungen | Bild |
| ---------- | ------------------ | --------- | ----------- | --------------- | ---------------------------------------------------------------------------- | --- | ---- |
| ?          | Befestigung > Burg | Steinbach | Wasserburg  | Mittelalter     | im Ort, Eulaniederung, südöstlicher Gutsbereich                              | durch Schlossbau umgestaltet, Graben im Norden verfüllt, an den anderen Seiten als Teichstauen erhalten, Schutz seit 5. März 1960 |      |
| ?          | besonderer Stein   | Steinbach | Steinkreuz  | Spätmittelalter | im Ort, im spitzen Winkel zwischen der Dorfstraße und dem Abzweig zur Kirche | Schutz seit 15. Dezember 1962 |      |